# It's A Fine Line
It's A Fine Line er en electronica-duo som består af de to franske producerer Ivan Smagghe og Tim Paris. Smagghe og Paris har spillet sammen siden slutningen af 2007.. Både Smagghe og Paris stammer fra Paris, men de fandt først sammen efter de begge var flyttet til London hvor duoen er baseret.
It's A Fine Line har optrådt meget i klubber og på festivaler, f.eks. ved Distortion i 2014 i Danmark, og også udgivet adskillige singler og EP'er samt remixet og gæsteoptrådt på andres udgivelser. I 2016 udgiv de deres første album med titlen It's A Fine Line.